# Acey Slade
Acey Slade (15 dicembre 1974) è un cantante e chitarrista statunitense.
Prima dei Murderdolls e Wednesday 13, Slade ha suonato il basso nei Dope accanto al chitarrista Tripp Eisen che è stato un membro dei Murderdolls. Dopo che Eisen lasciò i Dope, a Slade fu affidato il compito di chitarrista per l'album Life. Dopo aver abbandonato i Dope entrò nei Murderdolls, trovandosi nuovamente con Eisen alla chitarra. Prima di far parte dei Murderdolls (contemporaneamente al suo progetto con i Dope), Slade prese parte ad una band conosciuta come Vampire Love Dolls.
Slade suonò "Tired 'N Lonely" (chitarra ritmica) nella Roadrunner United il 25º Anniversario della Roadrunner Records. ha collaborato in questa canzone con Joey Jordison, anch'egli ex-membro dei Murderdolls.
Slade è un fan appassionato del film The Nightmare Before Christmas di Tim Burton.
Acey ha inoltre recentemente annunciato di essere entrato a far parte come chitarrista nei Wednesday 13.
Dal 2016 è il secondo chitarrista dei The Original Misfits.